# Élections législatives françaises de 1881
Les élections législatives de 1881 ont eu lieu les 21 août et 4 septembre 1881 au scrutin majoritaire à deux tours. Elles sont gagnées par les républicains menés par Léon Gambetta.

## Contexte
Depuis 1876, les républicains sont majoritaires à la Chambre des députés et ont remporté le bras de fer qui les opposait au président monarchiste Patrice de Mac Mahon lors de la crise du 16 mai 1877, contraignant le chef de l'État à la démission deux ans plus tard après le basculement du Sénat dans le camp républicain.
Le nouveau président de la République, le républicain modéré Jules Grévy affirme dès son entrée en fonction son intention de ne pas entrer en conflit avec les chambres du Parlement, devant lequel le gouvernement est responsable. Le chef de l'État n'exerce dès lors qu'une fonction essentiellement honorifique.
Tandis que Léon Gambetta préside la Chambre des députés à partir de 1879, le modéré Jules Ferry occupe la tête du gouvernement à partir de 1880. Il fixe la date du scrutin au 21 août, brusquant les radicaux. 

## Résultats
| Parti                | Parti               | Voix       | %     | Sièges | +/-           |  |
| -------------------- | ------------------- | ---------- | ----- | ------ | ------------- |  |
|                      | Gauche républicaine | 2 148 034  | 30,20 | 178    | 31            |  |
|                      | Union républicaine  | 1 425 564  | 20,09 | 154    | 80            |  |
|                      | Radicaux            | 957 820    | 13,50 | 94     | 56            |  |
|                      | Royaliste           | 785 896    | 11,07 | 44     | 53            |  |
|                      | Bonapartistes       | 767 183    | 10,81 | 46     | 65            |  |
|                      | Centre gauche       | 409 174    | 5,76  | 41     | 25            |  |
|                      | Socialistes         | 78 002     | 1,09  | 0      | en stagnation |  |
|                      | Divers droite       | 194 195    | 2,73  | 0      | en stagnation |  |
|                      |                     |            |       |        |               |  |
| Votes valides        |                     |            |       |        |               |  |
| Votes blancs et nuls |                     |            |       |        |               |  |
| Total                | Total               | 7 094 541  | 100   | 557    | 24            |  |
| Abstentions          | Abstentions         | 3 278 769  | 31,61 |        |               |  |
| Inscrits             | Inscrits            | 10 373 310 | 68,39 |        |               |  |

## Analyse

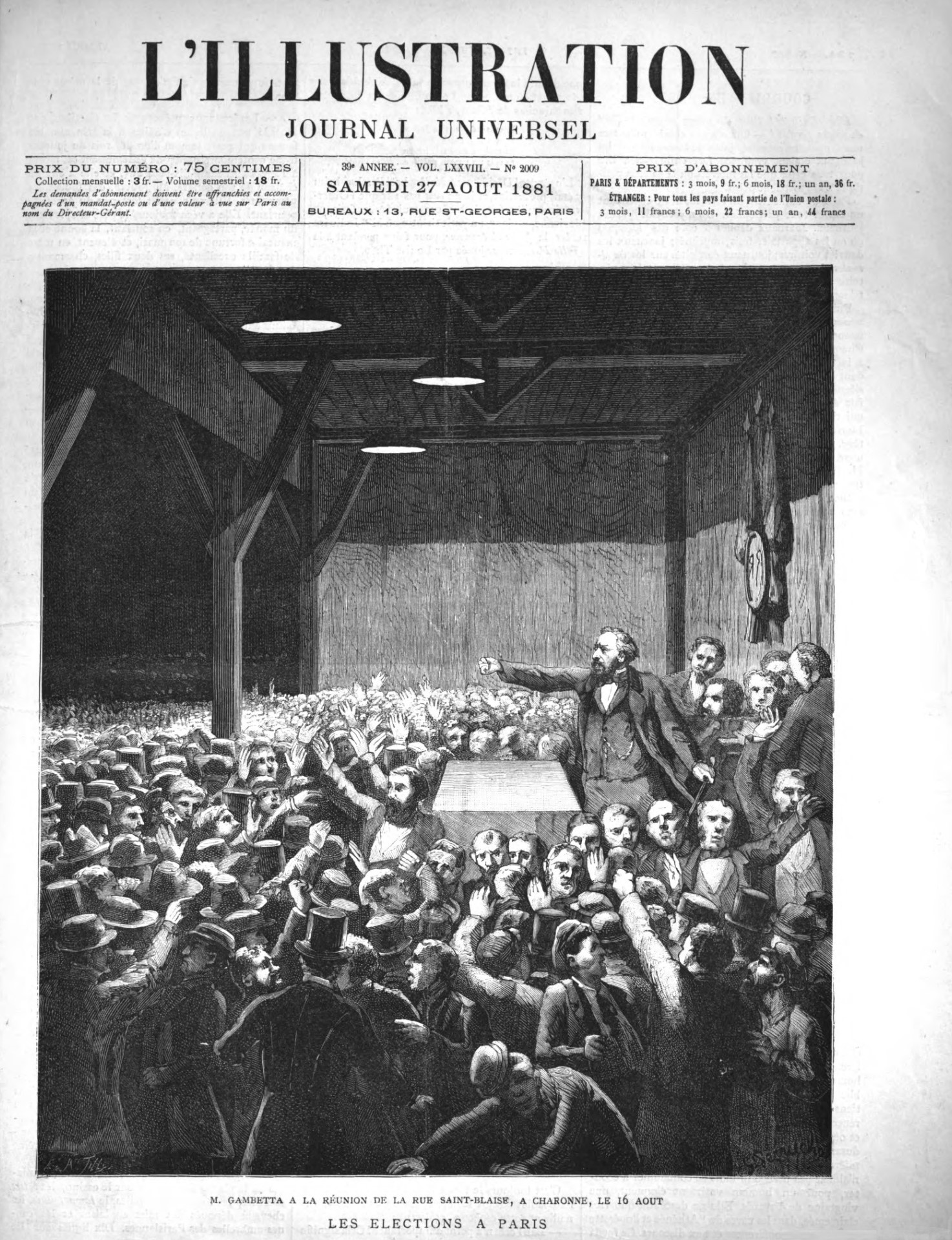
Léon Gambetta lors d'une réunion électorale à Charonne le 16 août 1881. Gravure d'Auguste Tilly publiée dans L'Illustration, 27 août 1881.

Ces élections législatives voient la victoire des républicains et sont marquées par un nouveau recul de la droite monarchiste. Cette défaite pour les conservateurs est le résultat de leurs divisions, ainsi que d'une certaine usure et l'abstention des électeurs de droite. En effet, certains candidats renoncent même à mener campagne, la droite se retrouvant absente de 252 des 541 circonscriptions. Pour l'historien Arnaud-Dominique Houte cette absence « explique sans doute la forte abstention ». Toutefois, dans les circonscriptions où la droite monarchiste est présente elle résiste et conserve des scores semblables aux élections précédentes.
L'ensemble du camp républicain semble revenir renforcé par le scrutin de 1881. Mais si Jules Ferry est confirmé à la présidence du conseil, il est mis en difficulté dès la discussion sur le protectorat tunisien début novembre, il démissionne alors le 10 novembre et le président Grévy se résout à appeler le populaire Léon Gambetta deux mois plus tard. Cependant, lui-même est usé de son poste de président de la Chambre qui lui a fait des ennemis dans l'aile radicale et l'aile conservatrice des républicains. Il ne peut alors former un gouvernement que de fidèles, sans socle à la Chambre. Alors que Gambetta a une vision d'un cabinet de législature avec un esprit d'initiative, il perd très rapidement et doit démissionner face à l'échec de sa révision constitutionnelle qui figurait pourtant dans le programme des républicains. Le régime sombre alors dans une nouvelle série de gouvernements de moins de six mois, jusqu'au retour de Jules Ferry en 1883.

## Groupes parlementaires
| Groupe parlementaire     | Groupe parlementaire     | Groupe parlementaire                                   | Députés |
| Groupe parlementaire     | Groupe parlementaire     | Groupe parlementaire                                   | Total   |
| ------------------------ | ------------------------ | ------------------------------------------------------ | ------- |
|                          | UR                       | Union républicaine                                     | 204     |
|                          | GR                       | Gauche républicaine                                    | 168     |
|                          | UD                       | Union des droites (Droite royaliste - Appel au peuple) | 88      |
|                          | EXG                      | Extrême gauche                                         | 46      |
|                          | CG                       | Centre gauche                                          | 39      |
|                          |                          |                                                        |         |
| Total des sièges pourvus | Total des sièges pourvus | Total des sièges pourvus                               | 545     |

## IIIelégislature
Durée de la législature : 28 octobre 1881 - 9 novembre 1885.
Président de la République : Jules Grévy.
Président de la Chambre des députés : Henri Brisson (jusqu'en mars 1885), Charles Floquet ensuite.
| Gouvernement | Gouvernement         | Gouvernement                          | Dates (Durée)                                          | Parti(s)                                               | Président du Conseil | Composition initiale                   |
| ------------ | -------------------- | ------------------------------------- | ------------------------------------------------------ | ------------------------------------------------------ | -------------------- | -------------------------------------- |
| 1            | Léon Gambetta        | Gouvernement Léon Gambetta            | du 14 novembre 1881 au 26 janvier 1882 (73 jours)      | Union républicaine, Gauche républicaine, Centre gauche | Léon Gambetta        | 12 ministres 8 sous-secrétaires d'État |
| 2            | Charles de Freycinet | Gouvernement Charles de Freycinet (2) | du 30 janvier 1882 au 29 juillet 1882 (180 jours)      | Union républicaine, Gauche républicaine, Centre gauche | Charles de Freycinet | 11 ministres 4 sous-secrétaires d'État |
| 3            | Charles Duclerc      | Gouvernement Charles Duclerc          | du 7 août 1882 au 28 janvier 1883 (266 jours)          | Union républicaine, Gauche républicaine, Centre gauche | Charles Duclerc      | 10 ministres 1 sous-secrétaire d'État  |
| 4            | Armand Fallières     | Gouvernement Armand Fallières         | du 29 janvier 1883 au 17 février 1883 (19 jours)       | Union républicaine, Gauche républicaine, Centre gauche | Armand Fallières     | 9 ministres 5 sous-secrétaires d'État  |
| 5            | Jules Ferry          | Gouvernement Jules Ferry (2)          | du 21 février 1883 au 30 mars 1885 (2 ans et 37 jours) | Union républicaine, Gauche républicaine, Centre gauche | Jules Ferry          | 11 ministres 2 sous-secrétaires d'État |
| 6            | Henri Brisson        | Gouvernement Henri Brisson (1)        | du 6 avril 1885 au 29 décembre 1885 (267 jours)        | Union républicaine, Gauche républicaine, Centre gauche | Henri Brisson        | 11 ministres                           |

### Liens  externes
- Carte des députés élus en 1881 selon leur couleur politique, avec l'outre-mer